# Федра
Вижте пояснителната страница за други значения на Федра.
Федра (на старогръцки: Φαίδρα, Phaidra, Phaedra, Блестящата) в древногръцката митология е втората съпруга на Тезей, цар на Атина. Тя е дъщеря на критския цар Минос и Пасифея. Нейната сестра е Ариадна. Тя е внучка на бога на слънцето Хелиос.
Федра има с Тезей децата:
- Демофонт
- Акамант

Федра е омагьосана от Афродита и се влюбва в своя заварен син Хиполит. Той не отвръща на нейната любов и Федра се самоубива, но оставя преди това плочка с фалшивото обвинение, че Хиполит я ухажвал.
Когато Тезей се връща и намира Федра умряла, той проклина Хиполит, който побягва с колесницата си. По молба на Тезей, Посейдон изпраща морско чудовище, което подплашва конете на колата на Хиполит. Той пада от колата, омотава се в юздите и бива влачен така до смъртта си.